# Paraset

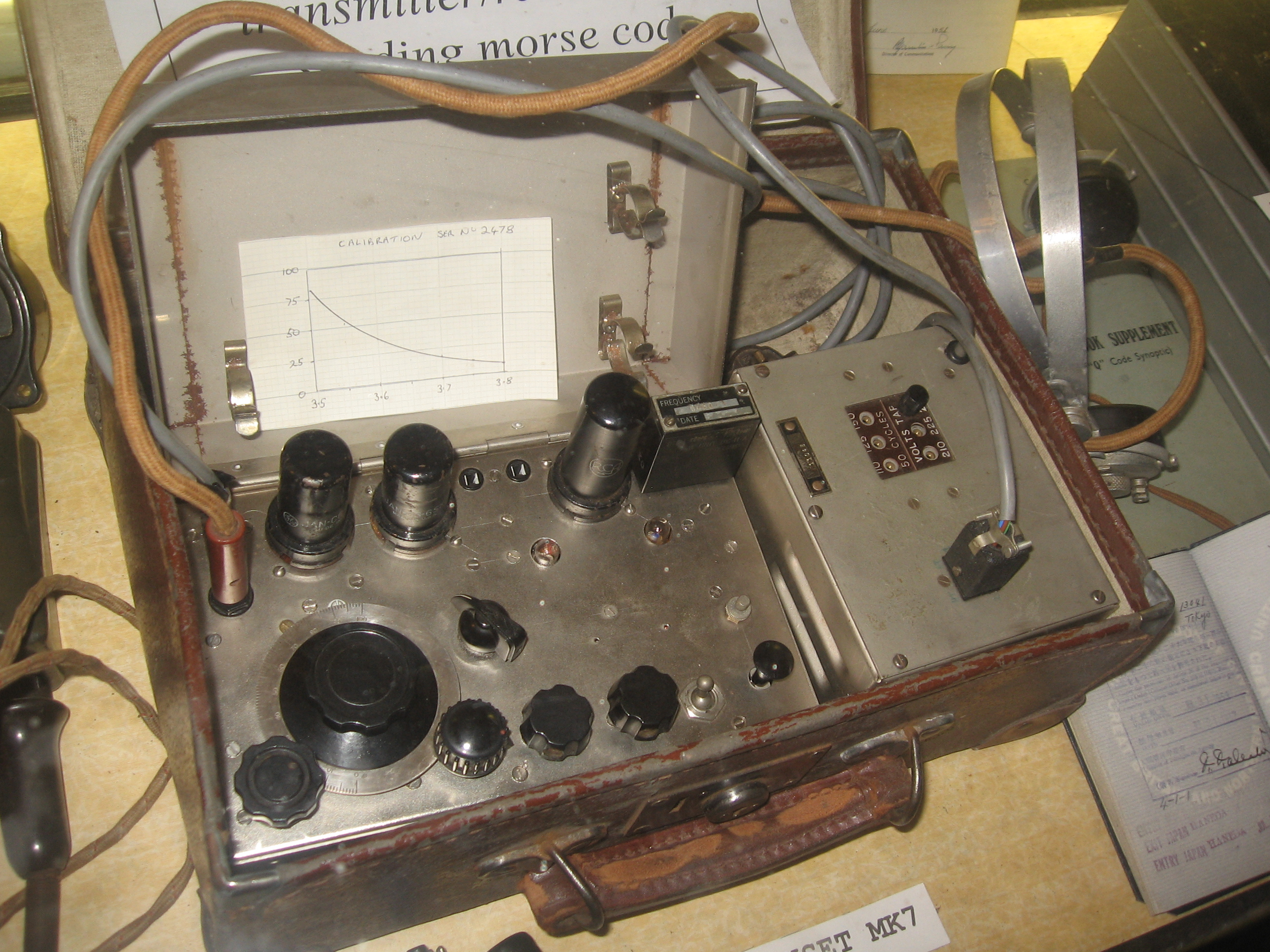
Paraset Mk 7 in einem Koffer

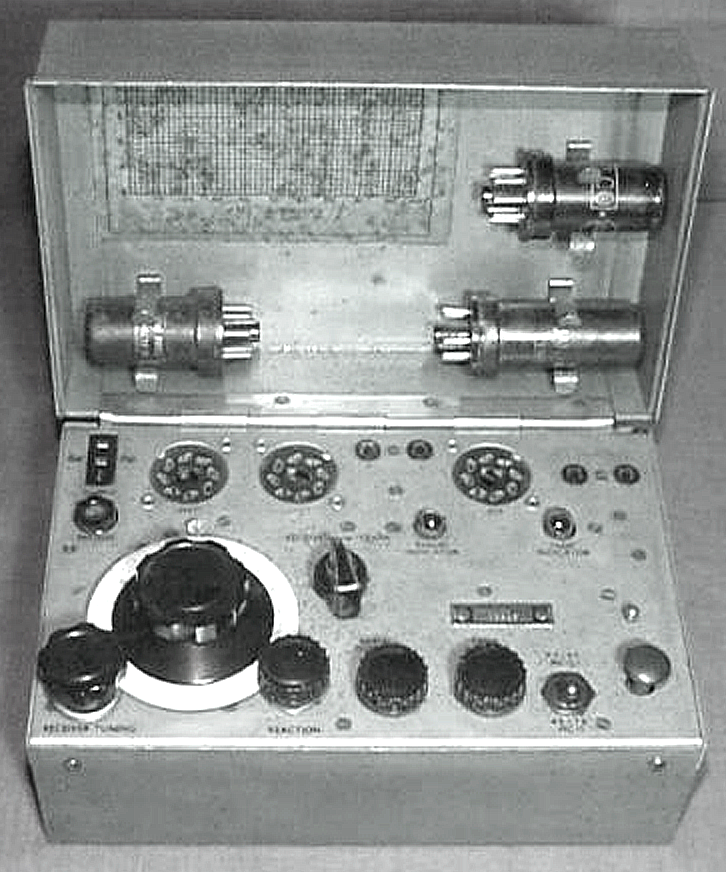
Nachbau eines Parasets

Das Paraset war ein britisches kleines, röhrenbetriebenes Sende-Empfangsgerät des Special Operations Executive für Agenten und Widerstandskämpfer im Zweiten Weltkrieg.

## Geschichte
Das Paraset war der erste erfolgreiche Miniatur-Transceiver. Es wurde für die Special Operations Executive entworfen, die damit Spionageaktivitäten hinter den deutschen Linien durchführte. Der eigentliche Name der Anlage war „Whaddon Mark VII“. Sie wurde in der Royal Signals Special Communications Unit in Whaddon Hall, Buckinghamshire zu Beginn des Zweiten Weltkrieges entworfen. Der Name „Paraset“ wurde verwendet, weil diese Geräte häufig über Feindesland an Fallschirmen abgeworfen wurden. Sie wurden vorwiegend in Frankreich, Belgien, Norwegen und in den Niederlanden verwendet.

## Technik
Das Gerät deckte den Bereich von 3.0 bis 7.6 MHz ab. Die Ausgangsleistung des Senders betrug etwa 5 Watt. Der Empfangsteil war ein rückgekoppeltes Audion mit 2 Röhren vom Typ 6SK7, der Sender bestand aus einem quarzgesteuerten Oszillator mit einer Röhre 6V6.
Die Leistungsfähigkeit dieser Geräte wird durch Funkamateure demonstriert, die Repliken nach Originalplänen bauen und verwenden.